# Station Opole Główne
Station Opole Główne (vroeger Oppeln Hbf) is een spoorwegstation in de Poolse stad Opole. Het station werd geopend in 1845.